# Åmlivatn
Åmlivatn ist der Name eines Sees in der Kommune Tokke in der norwegischen Provinz Telemark. Der Hauptzufluss ist der Bach Haugelandsbekken, der Abfluss der Fluss Åmdalselvi (weiter in den See Skredvatn). Der Åmlivatn ist ein Teil des Flusssystems Arendalsvassdraget. Der See liegt nördlich von Åmdals Verk.